# Каліфорнійська кішка
Каліфорнійська, Каліфорнійська сяюча, Американська каліфорнійська (англ. Californian splendid, CSP)  — порода кішок, що зовні нагадує диких кішок.

## Історія
Ідея вивести породу домашньої кішки, схожої на маленького леопарда, спала на думку сценаристові з Голівуда Полю Кейсі. Він побував у Танзанії, де довідався, що чисельність леопардів постійно скорочується. Особливу роль у цьому відіграє браконьєрство.
Порода виведена штучно на основі схрещування між собою різних порід: британської короткошерстої, абісинської, сіамської, американської короткошерстої, а також інших порідних і безпорідних кішок. Як порода була продемонстрована вперше в 1986 році. Назву кішка одержала на честь штату Каліфорнія, де була виведена, а сяючою названа за гарні темні плями на шкірі, що нагадують плями на пір'ї деяких птахів. Стандарт прийнятий TICA в 1993 році. Порода відома поки що в основному в Америці. У європейських любителів кішок вважається рідкістю.

## Характер
Кішки цієї породи, хоча й нагадують за зовнішнім виглядом диких, характер мають досить лагідний. Вони ласкаві, ніжні, товариські. Потрібно пам'ятати, що вони дуже активні й рухливі й потребують великих фізичних навантажень. Прекрасні мисливці. Мають характерну для диких тварин скрадливу ходу.

## Зовнішній вигляд
Кішки породи каліфорнійська сяюча — сильні й спритні тварини середніх і великих розмірів. Їхня вага коливається від 4 до 8 кг. Тіло видовжене, з добре розвиненою мускулатурою. Кістяк міцний, але не масивний. Добре розвинені мускулясті стегна. Кінцівки розвинені добре, вони довгі, сильні. Передні кінцівки з ліктями складають кут у 90°. Схоже, що вони відведені назад. Скрадлива хода тварини справляє враження, що тіло розташоване низько. Хвіст досить довгий, пухнастий, рівномірно стовщений по всій довжині від основи до кінчика.
Голова середнього розміру. Череп має заокруглені контури. Лоб трохи опуклий. Перехід від лоба до морди виражений слабко. Вилиці випуклі, добре розвинені. Морда також добре розвинена, щоки наповнені. Підборіддя міцне. Щелепи помітно розвинені. Вуха середніх розмірів, високо поставлені. Кінчики вух заокруглені. Очі великі, мигдалеподібної форми, поставлені широко й трохи навскіс. Колір очей від золотавого до коричневого, у кішок із забарвленням снігового барса — блакитний. Колір очей повинен відповідати забарвленню. Шия сильна, середньої довжини, мускуляста. Зелений колір очей не допускається.
Шерсть коротка, м'яка, припасована до тіла. На животі й хвості трохи довша.

### Забарвлення
Відомо 8 варіантів забарвлення: чорне, коричневе, блакитне, бронзове, сіро-антрацитове (charcoal), руде (red), золотаве (gold) і сріблясте (silver). Малюнок плямистий таббі: тіло рівномірно вкрите плямами різної форми (круглими, трикутними, квадратними). По всій довжині хвоста розташовані кільця. Кінчик хвоста темний. Малюнок плям повинен бути чітким, контрастним.